# Aldeide deidrogenasi (NAD(P)+)
La aldeide deidrogenasi (NAD(P)+) è un enzima appartenente alla classe delle ossidoreduttasi, che catalizza la seguente reazione:
un'aldeide + NAD(P)+ + H2O ⇄ un acido + NAD(P)H + H+